# Hallands mellersta tingsrätt
Hallands mellersta tingsrätt var en tingsrätt i Sverige som har sitt säte i Falkenberg. Domkretsen omfattade Falkenbergs kommun. Tingsrätten med dess domkrets ingick i domkretsen för Hovrätten för Västra Sverige.

## Administrativ historik
Vid tingsrättsreformen 1971 bildades denna tingsrätt i Falkenberg av häradsrätten för Hallands mellersta domsagas tingslag med en domsaga som utgjordes av Falkenbergs kommun. 1972 uppgick Hallands mellersta tingsrätt i Varbergs tingsrätt.

## Lagmän
- 1971: Bo Nilson-Dag